# Kemuri Karakara
Karakara Kemuri ( 煙 唐々?, Kemuri Karakara; 28 maggio ...) è una fumettista giapponese.
Il suo è uno pseudonimo, mentre il nome reale è ancora ignoto. 

## Opere
- Takeru ~ Opera Susanoh Sword of the Devil (2005)
- Oguna ~ Opera Susanoh Sword of the Devil (2007)
- Replica (manga) (2008)
- Countdown Seven Days (2009)
- Susukaburi (2010)
- Donten ni Warau (2011)
- REverSAL (2011)
- Rengoku ni Warau (2013)
- Shinigami x Doctor (2013)
- Donten ni Warau Gaiden (2014)
- Rainbow Rose no Nazotoki (2014, disegni)